# Telegrafisten
Telegrafisten é um filme de drama norueguês de 1993 dirigido e escrito por Erik Gustavson. Foi selecionado como representante da Noruega à edição do Oscar 1994, organizada pela Academia de Artes e Ciências Cinematográficas.

## Elenco
- Bjørn Floberg - Ove Rolandsen
- Marie Richardson - Elise Mack
- Jarl Kulle - Mack
- Ole Ernst - Kaptein Henriksen
- Kjersti Holmen - Jomfru Van Loos
- Bjørn Sundquist - Levion